# Naina Andriantsitohaina
Dans le nom malgache Andriantsitohaina Naina, le nom de famille précède le prénom, mais cet article utilise l’ordre habituel en français Naina Andriantsitohaina, où le prénom précède le nom.
Naina Andriantsitohaina (né en 1963 à Toamasina), est un homme d'affaires et homme politique malgache. Il est pendant 8 mois ministre des affaires étrangères en 2019, puis maire de la capitale Antananarivo en 2020 et est nommé ministre de la décentralisation et de l’Aménagement du territoire en 2024.

## Biographie

### Origine et débuts
Fils de Charles Andriantsitohaina, Naina Andriantsitohaina est issu d'une famille de la grande bourgeoisie malgache. En 2009, il prend la tête des entreprises de son père dont la plus grande imprimerie de l'île, la NIAG (Nouvelle Imprimerie des Arts et graphiques) ainsi que des entreprises dans les secteurs bancaires, industriels et dans les médias. Il est l'un des hommes d'affaires les plus influents de l'île et l'un des plus riches.

### Carrière politique
Ancien président des syndicats patronaux du pays, le Syndicat des industries et le Groupement des entreprises de Madagascar (GEM), il est de 2002 à 2004, conseiller du premier ministre Jacques Sylla, mais ne s'implique pas encore en politique.
Aux côtés de nombreux hommes d'affaires dont Mamy Ravatomanga, avec qui il restera très proche, il soutient le coup d'État qui aboutit au renversement du président Marc Ravalomanana. En 2009, son imprimerie est brûlée lors d'émeutes antigouvernemental. Il garde des relations distantes avec le nouveau régime en place qui lui font fermer sa radio Taratra 105.6 FM, en 2012.
De janvier à septembre 2019, il occupe le poste de ministre des Affaires étrangères dans le gouvernement de Christian Ntsay.

#### Maire d'Antananarivo (2020-2024)
En janvier 2020, il est élu maire de la capitale Antananarivo, sous les couleurs du parti présidentiel. En novembre 2022, il est victime d'une attaque, son véhicule a été criblé de balles par des individus masqués à moto, lors d'une descente de terrain.
Il quitte donc son poste de maire de la capitale, le 5 mars 2024, et est remplacé par Richard Ramanambintana.
Son bilan de mandat passé à la tête de la CUA est considéré comme positif par la conseillère municipale Lalatiana Ravololomanana, concernant la bonne gouvernance, la numérisation et la lutte contre la corruption[réf. à confirmer]. Il est néanmoins pointé du doigt pour l'insalubrité de la capitale, considéré comme la capitale la plus pollué d'Afrique,.

#### Ministre de la décentralisation et de l’Aménagement du territoire (depuis 2024)
En janvier 2024, il est nommé ministre de la décentralisation et de l’Aménagement du territoire dans le quatrième gouvernement de Christian Ntsay. 
Le 18 avril 2024 après que plusieurs ministres du gouvernement Ntsay démissionnent, à la suite de leurs candidatures aux élections législatives. Il est nommé ministre de l'Intérieur par intérim,.

## Accusation de détournement de fonds et polémiques
Il est cité dans un rapport du gouvernement américain sur les droits de l'Homme de 2021 signalant une atteinte à la liberté de la presse. En effet, il a ordonné à la société de médias MBS (propriété de l'ancien président et actuel opposant Marc Ravalomanana) de quitter, dans un délai de six mois, les locaux loués à l'État, alors que le non-paiement du bail, seul motif de résiliation du contrat, n'a pas eu lieu.
En 2023, il est accusé, entre autres par l'ancienne magistrate et opposante en exil Fanirisoa Ernaivo, d'avoir détourné 11 milliards d’ariary (soit environ 2,26 millions d'euro) à la CNAPS au nom de la Commune Urbaine d’Antananarivo (CUA),. Naina Andriantsitohaina affirme quant à lui que cet argent est utilisé pour financer un projet de transformation digitale de la CUA.
Peu après sa nomination en tant que ministre de l'aménagement du territoire, il est accusé par son prédécesseur Pierre Houlder d'avoir autorisé des opérations de remblayages illicites au profit d'hommes d'affaires indo-pakistanais. Ce qu'il dément,.